# スパフィールズ暴動
スパフィールズ暴動(英語: Spa Fields Riots)は1816年11月15日と12月2日にイングランド、イズリントンのスパフィールズで行われた大会合で発生した治安紊乱事件である。革命的なトマス・スペンス派が英国政府に反対し、暴動を誘発してロンドン塔とイングランド銀行を奪うことで政府のコントロールを掌握しようと計画していた。暴動の結果、アーサー・シスルウッド他3名のスペンス派が逮捕されて大逆罪で訴えられた。ジェームズ・ワトソンは1817年6月、ウェザレルとコプリーを被告弁護団として裁判にかけられた。ワトソンは放免となり、他の3名は裁判なしに釈放された。 
最初のスパフィールズでの会合は1816年11月15日に行われ、1万人ほどの人々がやってきて、概して平和的に進んだ。公の目標としては、選挙改革と困窮からの救済を訴える摂政王太子ジョージあての請願提出に対して広く一般の指示を募ることがあげられていた。ヘンリー・ハントが会合での演説を行って請願提出者に選出された。サー・フランシス・バーデットも選出されたが、その後同行を拒否した。第2回会合は12月2日で、ハントが摂政王太子に請願を渡すための謁見を拒否された後に召集された。この会合には2万人ほどが出席した可能性がある。会合を宣伝するため、過激派はホレーショ・ネルソンが1805年のトラファルガーの海戦で自らの部下である水兵たちに対して義務を説いた、有名な「英国は各員がその義務を尽くすことを期待する」という鼓舞の演説を真似たプラカードなどを用いていた。 
会合では予定通りにハントが演説を行い、群衆の大部分はハントの話を聴いたが、スペンス派の主張により騒ぎが起こった。抗議者の一団が大群衆を離れ、ジェームズ・ワトソンとその息子を連れてロンドン塔へ向かい、途中で銃器店から略奪を行った。この一団は王立取引所で軍の部隊に出会し、ちりぢりになるか逮捕されるかした。この騒動の最中に男性がひとり刺され、のちにジョン・キャッシュマンが銃器店からの武器盗難で有罪となって死刑を宣告された。「陰謀」を目撃した主な証人は政府のスパイであったジョン・キャッスルで、スペンス派に潜入していた。キャッスルは扇動を行うおとり捜査員であった可能性があり、最初に訴えられたジェームズ・ワトソンの裁判では性格と信頼性について疑わしいと判断された。 
この出来事においてヘンリー・ハントがどのような役割を果たしたかについては議論がある。のちにハントは蜂起については知らなかったと主張し、暴動から距離をとろうとした。
スパフィールズでの会合は大規模な抗議集会としては最初期のもののひとつであり、このために政府は革命は起こりうるものなのでなんらかの行動をとらねばならないと確信するようになった。通称「猿ぐつわ法」(The Gagging Acts)が1817年の2月及び3月に通過し、毛布行進が同3月に行われた。